# Función theta de Ramanujan
En matemática, la función theta de Ramanujan generaliza la forma de las funciones theta de Jacobi, a la vez que conserva sus propiedades generales. En particular, 
el producto triple de Jacobi se puede escribir elegantemente en términos de la función theta de Ramanujan. La función toma nombre de Srinivasa Ramanujan, y fue su última gran contribución a las matemáticas.

## Definición
La función theta de Ramanujan está definida como:
{\displaystyle f(a,b)=\sum _{n=-\infty }^{\infty }a^{n(n+1)/2}\;b^{n(n-1)/2}}
para |ab| < 1 . La identidad del producto triple de Jacobi toma la forma
{\displaystyle f(a,b)=(-a;ab)_{\infty }\;(-b;ab)_{\infty }\;(ab;ab)_{\infty }}
Aquí, la expresión {\displaystyle (a;q)_{n}} denota el símbolo q-Pochhammer. Entre otras, las identidades que se pueden obtener se incluyen
{\displaystyle f(q,q)=\sum _{n=-\infty }^{\infty }q^{n^{2}}={\frac {(-q;q^{2})_{\infty }(q^{2};q^{2})_{\infty }}{(-q^{2};q^{2})_{\infty }(q;q^{2})_{\infty }}}}
y 
{\displaystyle f(q,q^{3})=\sum _{n=0}^{\infty }q^{n(n+1)/2}={\frac {(q^{2};q^{2})_{\infty }}{(q;q^{2})_{\infty }}}}
y
{\displaystyle f(-q,-q^{2})=\sum _{n=-\infty }^{\infty }(-1)^{n}q^{n(3n-1)/2}=(q;q)_{\infty }}
esta última se convierte en la función de Euler, que está estrechamente relacionada con la función eta de Dedekind.